# 擁恆
《擁恆》是台灣歌手張信哲於2017年11月30日所發行的音樂專輯，是其个人第36张大碟。

## 曲目
| 曲序 | 曲名           | 作曲             | 作詞                   | 編曲             | 注釋                                      |
| 01   | 好好愛個女孩   | 小柯             | 小柯                   | 王斯禹           | 首波主打                                  |
| 02   | 永恆的印記     | 陳忠義、李宗盛   | 陳忠義、張艾嘉、鍾曉陽 | 周菲比           | 第六主打                                  |
| 03   | 幾個永遠都不夠 | 易桀齊           | 何啟弘                 | 周菲比           |                                           |
| 04   | 不再           | 朱婧汐           | 朱婧汐                 | 柯貴民           | 第八主打                                  |
| 05   | 遷徙           | 周興哲           | 何啟弘                 | 林依霖           | 第二主打 緯來戲劇台韓劇《三流之路》片尾曲 |
| 06   | 說             | 施佳陽           | 施佳陽                 | 羅宇軒           | 第三主打                                  |
| 07   | 見壞就收       | 彭學斌           | 彭學斌                 | 彭學斌           | 第四主打                                  |
| 08   | 別讓愛情不開心 | 蕭恆嘉、張簡君偉 | 蕭恆嘉、張簡君偉       | 蕭恆嘉、張簡君偉 |                                           |
| 09   | 敘述           | 王菀之           | 何啟弘                 | 周菲比           | 第七主打                                  |
| 10   | 時間都去哪兒了 | 董冬冬           | 陳曦                   | 何琪             | 第五主打                                  |